# Roger Molenaers
Roger Molenaers, né le 21 mars 1935 à Herderen (Limbourg), est un coureur cycliste belge. Professionnel de 1956 à 1961, il a notamment remporté deux étapes du Tour de Belgique. Son frère Yvo Molenaers (1934) a également été coureur professionnel.

## Palmarès
- 1954
  - 3e du Tour des Flandres des indépendants
- 1955
  - Liège-Charleroi-Liège
  - 2e de la Flèche Halloise
  - 3e du championnat de Belgique militaires sur route
- 1956
  - 2e de Hoeilaart-Diest-Hoeilaart
- 1957
  - 4e étape du Tour de Belgique
  - 3e de Hoegaarden-Anvers-Hoegaarden
- 1958
  - 2e du Circuit des régions fruitières
  - 3e du Circuit de Belgique centrale
- 1959
  - 1reb étape du Tour de Belgique
  - 2e du Prix de Saint-Lievin-Esse

## Résultats sur les grands tours

### Tour d'Italie
- 1959 : abandon